# Paria
Les paries (sing. paria) o parias Hispaniae eren un tribut anual i en alguns casos mensual, instituït als segles xi i xii, que els sarraïns de les taifes o emirats de Saraqusta, Làrida, Turtuixa i alguna altra pagaven als comtes catalans, i en concret als de Barcelona, Urgell i Cerdanya, com a indemnització de guerra i reconeixement de domini. Durant els darrers anys del califat de Còrdova i l'època dels regnes de taifes els comtes catalans es van enriquir ocupant els territoris conquistats o cobrant tributs o paries a canvi de protecció. Les paries varen posar en marxa la circulació monetària als comtats catalans, que començaren a encunyar moneda d'or amb el comte de Barcelona Ramon Berenguer I el 1019, imitant el dinar musulmà.

## Òpera
El compositor alemany Albert Gorter (1862-1936) va escriure una òpera amb el mateix nom el 1908)